# Antamenes pseudoneotropicus
Antamenes pseudoneotropicus är en stekelart som först beskrevs av Giordani Soika 1943.  Antamenes pseudoneotropicus ingår i släktet Antamenes och familjen Eumenidae. Inga underarter finns listade i Catalogue of Life.